# Московски метро
Московски метро (рус. Московский метрополитен) је подземна железница са највећим бројем превезених путника на свету. Познат је по веома украшеним станицама урађеним у богатом соцреалистичком стилу. Дневни рекорд постигнут је 25. децембра 2014. године када је након обилног снега у Москви метро користило замало 10 милиона путника — тачније 9.632.010 путника.
Московски метро укупно има 449 km пруге, 16 линија и 271 станица. Просечним радним даном у метроу се превезе између 8 и 9 милиона путника (податак из 2014). Линије имају три облика идентификације - боју, број и име. Гласовна обавештења у возовима линије наводе по имену, док се у уобичајеном говору називају по боји (осим појединих линија које се разликују само по нијанси боје). Већина линија пролази кроз центар града осим Кољцеваје (Кружне) линије која има облик прстена дужине 20 км који повезује све остале линије. На Кружној линији путници могу разазнати правац према гласу спикера - мушки у правцу казаљке на сату, а женски обрнуто. На осталим линијама мушки глас најављује станице у смеру према центру, а женски станице у смјеру од центра. Систем је готово у потпуности под земљом, иако поједине линије (1, 2, 4) прелазе реку преко мостова. Изузетак је Фиљовскаја 4 која има 7 надземних станица.
Московски метро ради од 5:35 ујутро до 1:04 ноћу (време варира од станице до станице). За време гужве, возови иду у интервалима од отприлике 90 секунди на већини линија. Током дана интервали су 2-3,5 минуте, а ноћу 6-10 минута. Због тако фреквентног промета, не постоји службени возни ред.
Карте имају одређен број кориштења, а једном поништене вреде све до изласка из метро станице, независно о времену и дужини путовања, као ни о броју преседања. Такође, могу се набавити месечне и годишње карте.

## Опис метроа
Московски метро укупно има 467 km пруге, 15 линија и 263 станице. Просечним радним даном у метроу се превезе 8-9 милиона путника. Линије имају три облика идентификације - према боји, броју и имену. Обавештења у возовима линије наводе по имену док се у уобичајеном говору називају по боји (осим појединих линија које се разликују само по нијанси). Већина линија пролази зракасто кроз центар града осим линије  која има облик прстена дужине 20 km који повезује све остале линије. На кружној линији путници могу да разазнају правац према гласу спикера - мушки у правцу казаљке на сату, а женски у супротном. На зракастим линијама мушки глас најављује станице ка центру, а женски ка станицама од центра. Систем је скоро у потпуности изграђен под земљом, мада поједине линије прелазе реку преко моста. Изузетак је линија  која има 7 надземних станица.
Московски метро ради од 5,30 ујутро до 1,04 ноћу (време варира од станице до станице). За време шпица, возови иду у интервалима од око 90 секунди на већини линија. Током дана интервали су 2-3,5 минута, а ноћу 6-10 минута. Због тако фреквентног саобраћања, не постоји званичан ред вожње. 
Карте имају одређен број коришћења, а једном поништене важе све до изласка из метро станице, независно од времена и дужине путовања, као и броја преседања. Могу се набавити месечне и годишње карте.

## Историјат метроа
Прва линија отворена је 15. маја 1935. године према плановима Лазара Кагановича, између Сокољника и Парка Културе са граном према Смољенској која је достигла Кијевску априла 1937. прелазећи реку Москву преко моста. Конструкција првих станица је била базирана на другим подземним системима, са ретким конструктивним иновацијама. Кијевскаја станица је била прва која је понела националне мотиве. 
Додатне две линије изграђене су до почетка Другог светског рата. Марта 1938. Арбатска линија је продужена до Курске станице (данас је то Арбатско-Пакровска - тамноплава линија). Септембра 1938. Горковско-Замоскворецкаја линија је отворена између Сокола и Театраљне. Дизајн станица је пратио популарни арт-деко стил, али кроз социјалистичке визије. Такође, дошло је до техничких унапређења – почело се са градњом на дубоким нивоима. Станица Мајаковскаја је изграђена у ово време.
Четврта фаза изградње одложена је због почетка Другог светског рата. Тве деонице су постале оперативне - Тетраљнаја-Автозаводскаја (3 станице) и Курскаја-Измајловски Парк (4 станице). Ипак, изграђена је линија која је прелазила реку Москву, овај пут тунелом, а социјалистичке мотиве на станицама су заменили ратни мотиви.
Након рата почиње изградња четврте фазе која је укључивала Кружну линију и дубоку деоницу Арбатско-Парковске линије од Трга Револуције до Киевскаје, и површинску деоницу до Првомајскаје ране 1950. Врхунац дизајна и декорације су евидентни на овим станицама.
Кружна линија је прво планирана да иде испод Баштенског Прстена (Садовоје Кољцо), кружног булевара који се налази на граници Москве 16. века. Прво део линије између Парка Културе и Курске (1950) налази се испод овог булевара. Међутим каснији планови су измењени тако да северни делови линије иду на око 1-1,5 km од прстена, чиме је обухваћено 7 од 9 железничких терминала. Наредни део Колтсеваја линије отворен је 1952. године (Курскаја - Белорускаја). Кружна линија је завршена 1954. године.
Према урбаној легенди идеја о кружној линији дошла је приликом представљања идеје о метроу Стаљину. Након што су га пројектанти упитали да ли је задовољан планом он је на средину мапе ставио шољицу кафе и отишао. На том месту остала је мрља у облику шољице. Они су у том тренутку то схватили као знак од генија и прионули на изградњу кружне линије. Ова прича се наравно може приписати Стаљиновом култу личности, но ипак кружна линија је на свим картама метроа обојена браон бојом.
Разлог за изградњу дубоке деонице Арбатске линије био је почетак Хладног рата. Станице су веома дубоке и планиране су као склониште у случају атомског напада. Након завршетка изградње 1953. старе линије су биле затворене а потом 1958. поново отворене као део нове линије - Фиљовске. У даљем развоју метроа израз „фаза“ више није коришћен иако се период изградње између 1957. и 1958. понекад назива петом фазом.
Током касних педесетих, архитектонска екстраваганција нових метро станица значајно опада и декорације на неким станицама (Алексевскаја)су приметно поједностављене у односу на оригиналне планове. То је рађено по наређењима Никите Хрушчова, који је фаворизовао сведене декоративне мотиве. Развијен је типски план, који је убрзо постао познат под називом „Сороконожка“. Примењен је на све нове станице, тако да изгледају готово идентично - разликују се једино по боји мермера и керамичких плочица. Тек средином седамдесетих година 20. века екстраваганца се повратила и оригиналност је поново постала популарна.
До 1955. године московски метро је носио име Лазара Кагановича. Једног од Стаљинових блиских сарадника и кључној особи за извођење радова. Касније је преименована у В. И. Лењинове Московске железнице.

## Занимљиве чињенице о систему
Московски метро има широку пругу, 1524 mm, као и регуларне пруге руске железнице. Просечна раздаљина између станица је чак 1,8 km. Најкраћа је 328 m између станице Виставочнаја и станице Международнаднаја а најдужа је 6,25 km између станице Крилатскоје и станице Строгино. Велика раздаљина има утицај и на високу просечну брзину од 42 km/h.
Од 70-их, платформе су грађене у дужини од 155 m за осмоколне возове. Возови на линијама 2,6 и 7 састоје се од 8, на линијама 1,3,8,9,10 од 7 а на линијама 4,5 и 11 од 6 вагона. Сви вагони (од најстаријих из Е серије до нових из серије 81) дугачки су 20 m са четворо врата на свакој страни. Ови возови су идентични онима који се користе и у осталим подземним железницама бившег СССР и у Будимпешти и Прагу.
Московски метро тренутно садржи 258 станице, од којих је 70 на дубоком нивоу, а 87 су плиће. Од дубоких, 53 имају пилоне, 16 стубове, а једна је надсвођена јединственим луком (лењинградска технологија). Од плићих станица, 65 су са пилонима (већи део њих неславни „сороконожка“ дизајн), 19 са једним луком (краковска технологија). Постоји још 10 површинских станица и 4 изнад земље. Станица Воробјови Гори се налази на мосту. Постоје још 3 метро-моста. Најдубљи део се налази 74 m испод површине (Парк Победи), то је уједно и jедна од најдубљих станице метроа на свету.
Нова 16 линија - Троjицкаја - је отворена 7. септембра 2024 године. Има  7 станице Новаторскаjа, Университет Дружби Народов, Генерала Тjуленева, Тjутчевскаjа, Корниловскаjа, Коммунарка и Новомосковскаjа. 1 марта 2023 године отворена Друга Кружна линија, која садржи 31 станице. Развијен је типски план, који је убрзо постао познат под називом „Сороконожка“. Примењен је на све нове станице, тако да изгледају готово идентично - разликују се једино по боји мермера и керамичких плочица. Тек средином седамдесетих година 20. века екстраваганца се повратила и оригиналност је поново постала популарна.
Оно што свакако може задивити посетиоце московског метроа јесте беспрекорна чистоћа поплочаних подова, створена навиком Московљана да не бацају смеће по истим. На местима контроле употребе метроа готово у потпуности су запослене жене а по старом руском обичају, оне чији је радни век завршен те им ова скраћена радна обавеза представља додатни приход уз заслужену пензију. Такозваног „шверцовања“ нема, то не приличи Московљанима а и није препоручљиво, јер метроом владају строга правила и санкције које спроводи „Метрополитенска полиција“.

## Линије метроа
| # | Назив                                                      | Отворена | Дужина | Време вожње | Мапа |
| - | ---------------------------------------------------------- | -------- | ------ | ----------- | ---- |
|   | Сокољническа (Соко́льническая)                              | 1935.    | 41,5   | 63 мин      | мапа |
|   | Замоскворецка (Замоскворе́цкая)                             | 1938.    | 42,9 km  | 61 мин      | мапа |
|   | Арбатско-покровска (Арба́тско-Покро́вская)                   | 1938.    | 45     | 65 мин      | мапа |
|   | Фиљовска (Филёвская)                                       | 1958.    | 14,9 km  | 21 мин      | мапа |
|   | Кружна (Кольцева́я)                                         | 1950.    | 19,2 km  | 28 мин      | мапа |
|   | Калушко-ришка (Калу́жско-Ри́жская)                           | 1958.    | 37,9 km  | 55 мин      | мапа |
|   | Таганско-краснопресњенска (Тага́нско-Краснопре́сненская)     | 1966.    | 42,3 km  | 57 мин      | мапа |
|   | Каљининска (Кали́нинская)                                   | 1979.    | 16,3 km  | 21 мин      | мапа |
|   | Солнцевска (Со́лнцевская)                                   | 1979.    | 28,4 km  | 36 мин      | мапа |
|   | Серпуховско-тимирјазевска (Серпухо́вско-Тимиря́зевская)      | 1983.    | 41,5   | 60 мин      | мапа |
|   | Љублинско-дмитровска (Лю́блинско-Дми́тровская)               | 1995.    | 43,9 km  | 65 мин      | мапа |
|   | Друга кружна (Большая кольцевая)                           | 2023.    | 62,6 km  | 87 мин      | мапа |
|   | Бутовска (Бутовская)                                       | 2003.    | 10     | 16 мин      | мапа |
|   | Једношинска железница (Монорельс)                          | 2003.    | 4,7 km   | 12 мин      | мапа |
|   | Московски централни прстен (Московское центральное кольцо) | 2016.    | 54     | 74 мин      | мапа |
|   | Некрасовска (Некрасовская)                                 | 2019.    | 14     | 20 мин      | мапа |
|   | Белоруско-савјоловска (Белору́сско-Савёловский)             | 2019.    | 52     | 87 мин      |      |
|   | Курско-ришка (Ку́рско-Ри́жский)                              | 2019.    | 80     | 125 мин     |      |
|   | Љенинградско-казанска (Ленингра́дско-Каза́нский)             | 2023.    | 85     | 129 мин     |      |
|   | Калушко-нижегородска (Калу́жско-Нижегоро́дский)              | 2023.    | 86     | 130 мин     |      |

## Терористички напад Чечена 2004.
У возу на другој линији метроа, код станице Автозаводскаја 6. фебруара 2004. експлодирала је бомба притом убивши 41 и ранивши 250 људи. Одмах су окривљени чеченски сепаратисти. Истрага је довела до становника Карачај-Черкесиан републике, радикалног сепаратисте, који је извршио самоубиство.

## Терористички напад Чечена у марту 2010.
Дана 29. марта 2010. у јутарњем шпицу терористи су у два самоубилачка напада, станици Лубјанка и Парк културе, убили 40 путника. Сумња се да су за напад одговорне две или три Чеченске жене. На станици Парк културе на након истраге пронађен још један самоубилачки појас са експлозивом који није био активиран. Једна од осумњичених је 17-годишња жена из Дагестана Джанет Абдурахманова.